# Andris Vaņins
Andris Vaņins   (Ilūkste, 30 d'abril de 1980) és un futbolista letó de la dècada de 2010.
Fou internacional amb la selecció de Letònia.
Pel que fa a clubs, defensà els colors de FK Venta, FK Ventspils, Sion i FC Zürich.